# المؤسسة العربية للدراسات والنشر
المؤسسة العربية للدراسات والنشر هي دار نشر لبنانية أُسست في عام 1969، وتُعنى بنشر الأعمال العربية في مختلف المجالات الأدبية والثقافية والسياسية والفكرية، وقامت على مدار 40 عام بنشر العديد من الروايات الشهيرة مثل ثلاثية غرناطة وغيرها.
حازت العديد من مطبوعاتها على جوائز، وتشارك بصفة دائمة في العديد من معارض الكتاب.

## البداية
في عام 1969 أطلق الدكتور عبد الوهاب الكيالي مشروعه بتأسيس الدار والذي اتخذ العاصمة اللبنانية بيروت مقرًا لها. حيث كانت الدار معنيةً بقضايا الأمة العربية وعلى رأسها قضية فلسطين. كان كتاب تاريخ فلسطين الحديث هو باكورة إصدارات المؤسسة .واجهت المؤسسة العديد من الظروف والعقبات التي تمثلت بالأحداث السياسية التي وقعت في لبنان كالحرب الأهلية اللبنانية.

## الطابع السنوي
أشتهرت المؤسسة في الأوساط الثقافية بتقليد سنوي، حيث تقوم في مطلع كل سنة ميلادية بتصميم طابع صغير يوضع على الغلاف الخلفي لجميع مطبوعاتها تكريماً لبعض الأسماء البارزة.

## وصلات خارجية
- موقع المؤسسة العربية للدراسات والنشر
- جميع كتب بيروت : المؤسسة العربية للدراسات والنشر